# Regust

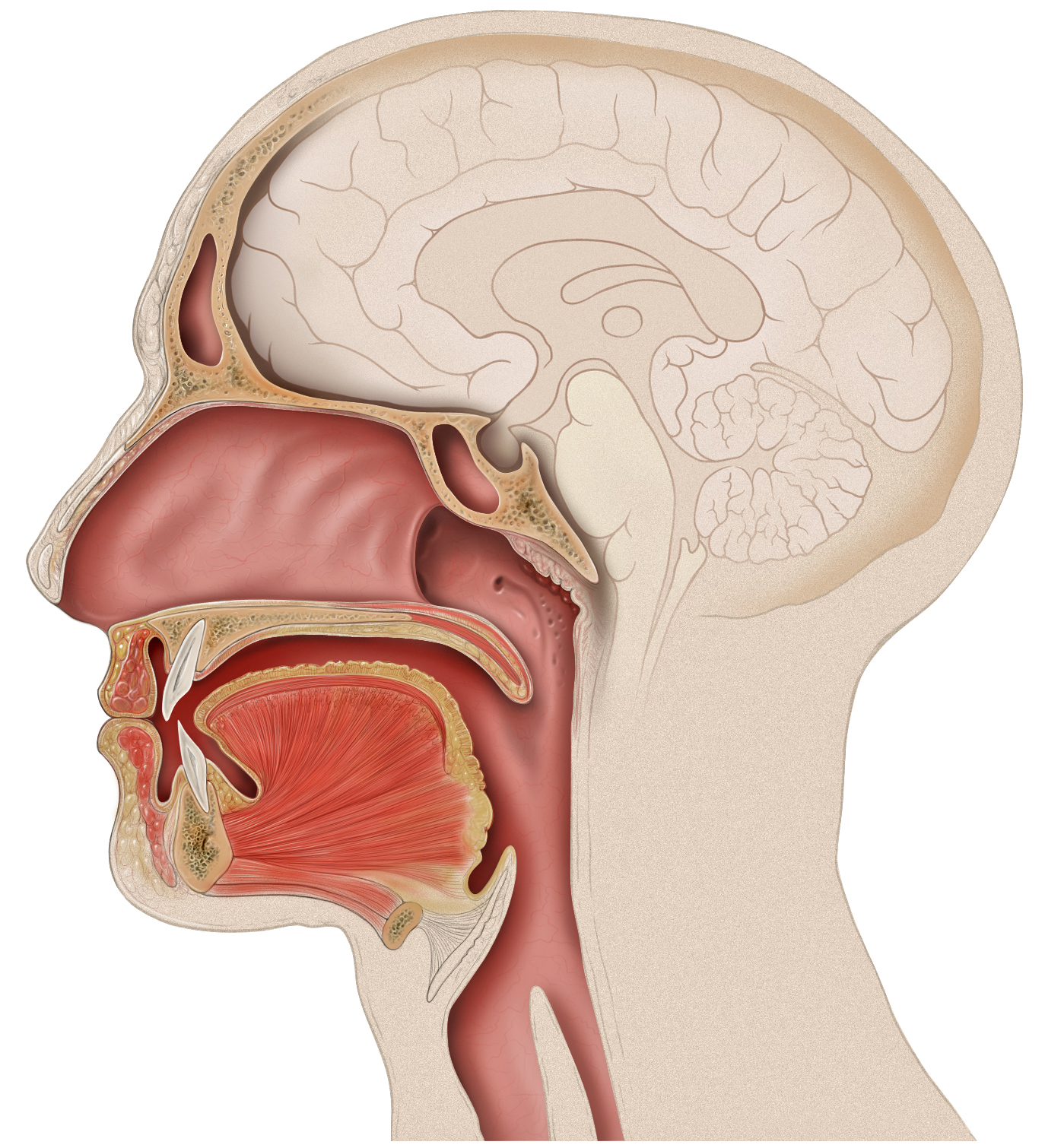
Cavitat de la boca i la faringe, responsables del regust.

El regust (anomenat també sensació terciària) és la persistència d'una sensació de sabor produïda per alguns aliments després d'haver passat per la boca (en general per la llengua) i tot i ser ja fora de contacte de les papil·les gustatives.
Tant les begudes (líquids) com els menjars (sòlids) tenen regustos. El regust es fa servir en el tast professional de diferents aliments (olis, formatges, vi, cerveses, cafè, conyacs, whisky), etcètera. En alguns casos se sotmeten a la prova del regust l'efecte picant de les espècies (per exemple en la pols de curri el regust està associat a la presència de fenigrec.
Els edulcorants artificials com per exemple la sacarina i el ciclamat de sodi tenen un regust desagradable que es compensa mesclant-los en una determinada proporció. Alguns medicaments tenen un regust desagradable que s'intenta emmascarar amb additius. El regust, conjuntament amb el gust, són les dues sensacions importants en les anàlisis sensorials realitzades en el tast d'aliments.

## Dinàmica dels receptors de gustos
Atès que una sensació de sabor persistent és intrínseca al regust, es presumeix que els mecanismes moleculars subjacents al regust es relacionen amb l'activació contínua o retardada dels receptors i les vies de senyalització en la boca que intervenen en el tractament del gust. La comprensió actual de com es comunica el gust d'un aliment al cervell és la següent: 
Els productes químics en els aliments interactuen amb els receptors a les cèl·lules receptores del gust situades a la llengua i al sostre de la boca. Aquestes interaccions poden veure's afectades per factors temporals i espacials com el temps d'activació del receptor o els receptors de gust particulars que s'activen (dolços, salats, amargs, etc.).
El chorda tympani (nervi cranial VII), el nervi glossofaríngeo (nervi cranial IX) i el nervi vagus (nervi cranial X) transporten informació dels receptors del gust al cervell per al tractament cortical.
En el context del retrogust, s'ha proposat la combinació tant dels processos independents del receptor com dels receptors, per explicar els mecanismes de transducció de senyals d'aliments amb diferents gustos, especialment els que són amargs. El procés dependent del receptor és el mateix que el descrit anteriorment. Tanmateix, el procés independent del receptor implica la difusió de productes químics amargs i anfifílics com la quinina a través de les membranes cel·lulars receptores del gust. Una vegada dins de la cèl·lula receptora del gust, aquests compostos han estat observats per activar proteïnes G-intracel·lulars i altres proteïnes que intervenen en vies de senyalització dirigides al cervell. Els compostos amargs així activen tant els receptors de gust a la superfície cel·lular, com les proteïnes de la via de senyalització a l'espai intracel·lular. La senyalització intracel·lular pot ser més lenta que la d'activació del receptor cel·lular, ja que és necessari que el compost amarg difongui la membrana cel·lular i interaccioni amb les proteïnes intracel·lulars. Aquesta activació retardada de les proteïnes de senyalització intracel·lular en resposta als compostos amargs, a més de la senyalització del receptor extracel·lular, es proposa relacionar-se amb el postgust persistent associat amb aliments amargs. La combinació d'ambdós mecanismes condueix a una resposta global més llarga de les cèl·lules del receptor del gust als aliments amargs, i després es produeix la percepció del postgust.

## Tractament a l'escorça cerebral
Les àrees de percepció del gust principal en l'escorça cerebral se situen a l'illa i regions de l'escorça somato-sensorial; el nucli del tracte solitari situat al tronc cerebral també té un paper important en la percepció del gust. Aquestes regions es van identificar quan els subjectes humans eren exposats a un estímul de gust i el seu flux de sang cerebral mesurat amb ressonància magnètica. Encara que aquestes regions s'han identificat com a zones primàries per al tractament del gust en el cervell, altres àrees corticals també s'activen durant l'alimentació, ja que altres insectes sensorials estan sent senyalitzats al córtex.
Per al seu postgust, queda molt clar sobre el processament cortical relacionat amb la seva percepció. Es va publicar el primer estudi de neuro-imatge per avaluar el perfil de sabor temporal de l'aspartame, un edulcorant artificial en humans [1]. S'hi va observar que la insula es va activar durant un període més llarg que altres àrees de processament sensorial del cervell quan es va mesurar el perfil postgust de l'aspartame. Els subjectes van administrar una solució d'aspartame durant un temps específic abans de rebre instruccions per empassar la solució. Les imatges de ressonància magnètica funcional del flux sanguini en el cervell dels subjectes es van registrar abans i després d'empassar la solució d'aspartame. Abans d'empassar, es va activar l'amígdala, l'escorça somato-sensorial, el tàlem i els ganglis basals. Després d'empassar, només l'insula es va mantenir activada i la resposta de les altres regions cerebrals no era evident. Això suggereix que la insula pot ser una regió primària per a la sensació de postgust perquè es va activar fins i tot després de la solució de l'aspartame ja no estava present a la boca. Aquesta troballa s'alinea amb la identificació de l'insula com a zona de processament del gust central i simplement amplia la seva funció. Una explicació per a la menys activació de l'amígdala va ser que, perquè es tracta d'un centre de recompensa al cervell, els subjectes experimentarien menys recompenses durant l'exposició prolongada a la solució d'aspartame.

## Begudes
Les begudes alcohòliques com ara el vi, la cervesa i el whisky, produeixen fortes sensacions de regust. En el cas del vi es tracta del conjunt de sensacions de sabor que deixa en la llengua un vi després de ser ingerit, és útil per a conèixer-ne l'edat. En el cafè el regust forma part de les característiques que li donen les mescles i les varietats de les plantes. Els cafès de l'Àsia–Pacífic tenne més regust que els cafès americans.

### Vi
En el tast de vins el regust pot revelar un atribut o mostrar que no en té. El cava o xampany de qualitat en canvi, no han de tenir cap regust. En el vi el sabor i la persistència del regust es tenen particularment en compte. El regust del vi pot ser descrit com amarg, aspre, picant, persistent, llarg, ric, curt, dolç suau, tànic o no existent.

### Cervesa
El regust és important en la fabricació de la cervesa i en la seva avaluació final. Cada factoria té uns regustos especials. La cervesa Lager americana hauria de ser “neta”, és a dir, sense regust. La cervesa stout ha de tenir un regust pesant de malta i un suau regust amarg. Les característiques del regust en la cervesa inclouen: amargor, gust de malta, terrós, dolç, afruitat, embafador, net, agre o no existent.

### Whisky
El regust en el whisky, particularment en el whisky de malta, sovint es descriu com la cua (tail). Descriu el sabor del whisky tastat a la part baixa de la gola i a la superior del paladar.

### Cafès
El regust ha d'ésser aromatitzat; en els cafès d'Indonèsia hi pot haver un regust de xocolata.

### Olis d'oliva
El regust depèn de les varietat d'olivera, els olis verges poden tenir un regust d'ametlla o avellana o ser afruitats.

## Edulcorants artificials
Els edulcorants artificials amb baix contingut en calories com la sacarina i l'acesulfamo-K són coneguts pels seus regustos amargs. Recentment, s'ha desenvolupat el GIV3727 (àcid 4- (2,2,3-trimetilciclopentil) butàic), un químic que bloqueja l'activació de sacarina i acesulfame-K de múltiples receptors de gust amarg. En l'estudi, l'addició de l'antagonista del receptor de gust amarg GIV3727 a les solucions de sacarina i Acesulfame-K va tenir com a resultat unes qualificacions de intensitat de sabor significativament menors quan es van comparar amb les solucions que no es van tractar amb GIV3727. Això suggereix que GIV3727 inhibeix les funcions normals dels receptors de sabor amarg, ja que no es van observar els regusts amargs de sacarina i acesulfame-K. La capacitat d'inhibir l'activació dels receptors de sabor amarg pot tenir efectes de gran abast si no es poden minimitzar els efectes amargs no només d'aquests dos edulcorants artificials, sinó també d'altres aliments, begudes i fins i tot de productes farmacèutics.

## Aliments sòlids
En el menjar picant el regust està associat al pebrot (Amèrica) o al curri (Índia). Els formatges, les olives, o la mel, tenen un regust que s'aprofita per al tast.